# Tomy Temerson
Tomy Temerson (* 4. Januar 1973 in Hanau) ist ein deutscher Zitherspieler.

## Leben
Tomy lernte mit zehn Jahren das Zitherspielen. Später ließ er sich an der Bundesakademie für musikalische Jugendbildung in Trossingen ausbilden. Er nahm am Musikwettbewerb Jugend musiziert teil und gewann den 1. Preis. Daraufhin hatte er einen Fernsehauftritt bei Karl Moik, wodurch er einem größeren Publikum bekannt wurde. Ralph Siegel schrieb für ihn den Titel Almrausch, mit dem er beim Grand Prix der Volksmusik 1993 teilnahm und den 6. Platz erreichte. Im Folgejahr war er mit der Neuaufnahme der Titelmusik zu Der dritte Mann bei der Superhitparade im ZDF erfolgreich. Beim Grand Prix der Volksmusik 1996 war er mit dem Titel Mit den Wolken zieh'n erneut vertreten und kam nicht ins Finale.
Tomy Temerson ist immer wieder in verschiedenen Fernsehsendungen zu sehen und zu hören. Er gehört zusammen mit Alfons Bauer zu den erfolgreichsten Interpreten auf der Zither.

## Bekannte Titel
- 1993: Almrausch
- 1994: Der dritte Mann
- 1996: Mit den Wolken zieh'n

## Diskografie
- 1993: Almrausch und Edelweiß (mit den Hirtenfeldern)